# Boîte (objet)
Pour les articles homonymes, voir Boîte.

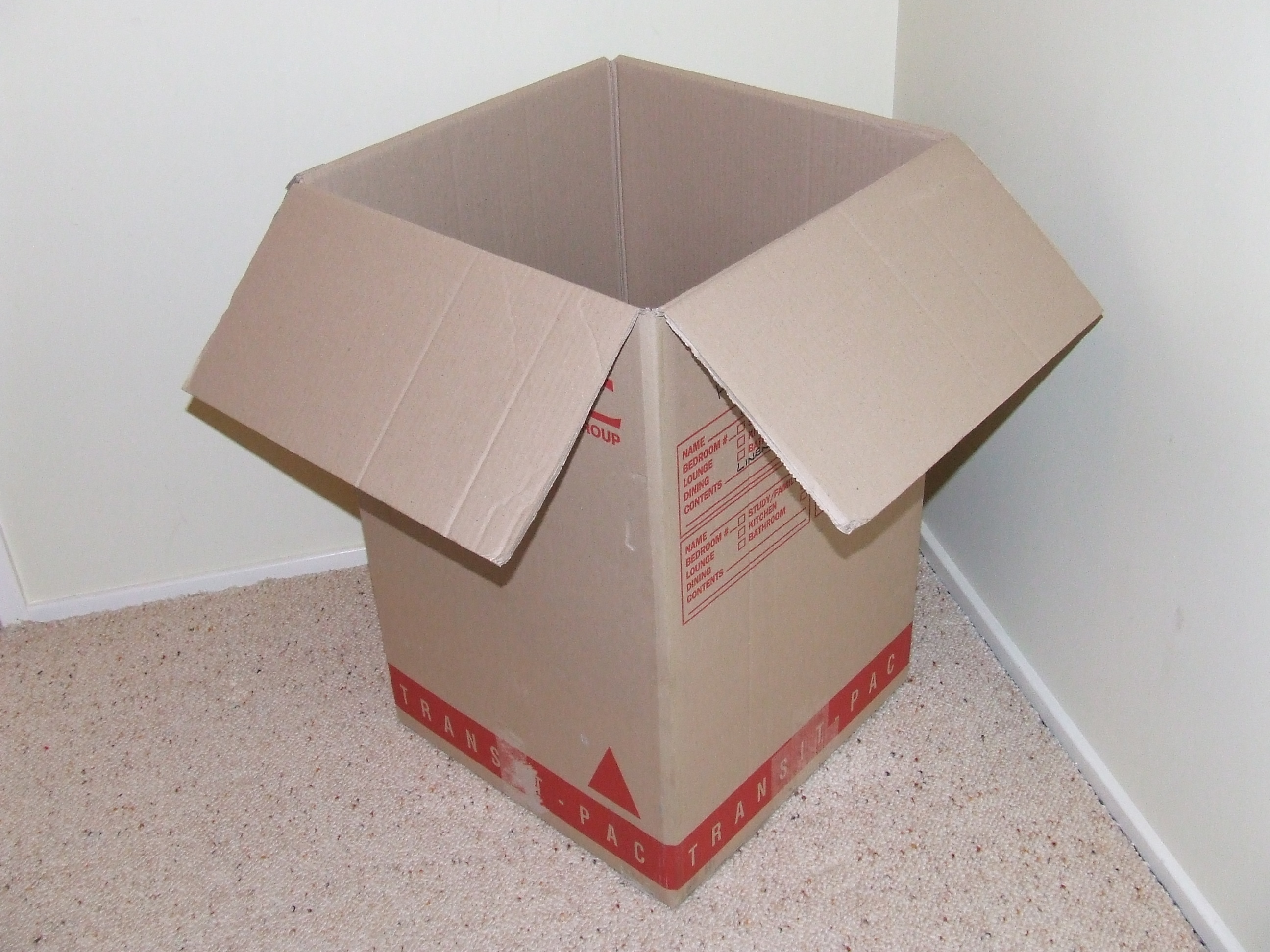
Boîte en carton.

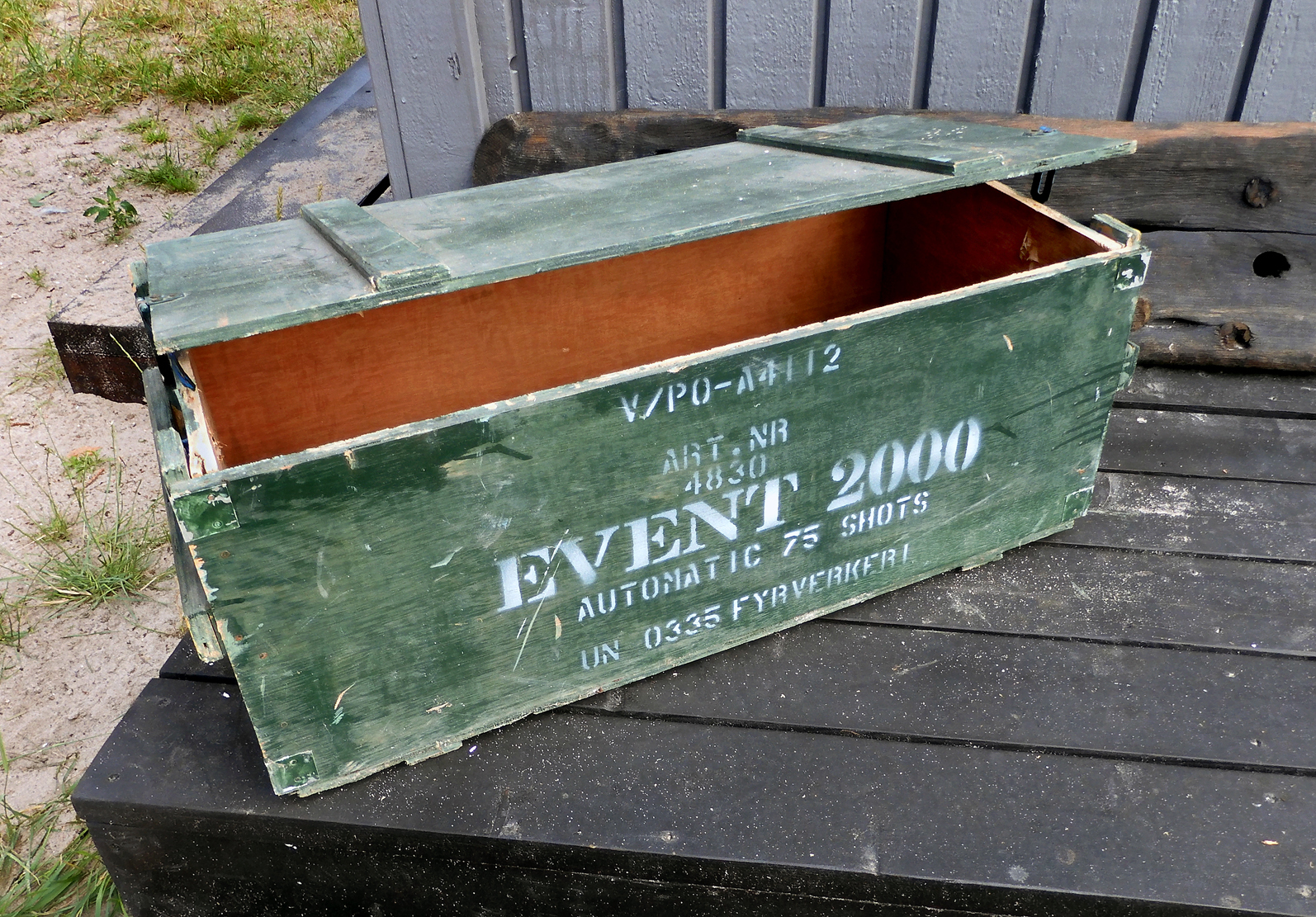
Une boîte pour feux d'artifice.

Une boîte (ou boite selon les rectifications orthographiques du français en 1990) est un objet creux, généralement de forme parallélépipédique, dans lequel on peut ranger d'autres objets.